# Olejovický mlýn
Olejovický mlýn (též Löbův mlýn, německy Ölstadtmühle či Löbmühle) je zaniklý vodní mlýn patřící k zaniklé vesnici Olejovice ve vojenském újezdu Libavá. Ruiny budov, především mlýna (tj. základy, zdi, náhon, lednice a hřídel mlýnského kola), se nachází jihovýchodně od Olejovic, u silnice do Olejovic u řeky Odry ve vojenském újezdu Libavá, v Oderských vrších v okrese Olomouc v Olomouckém kraji. Podle údajů zde působil jako mlynář v r. 1830 Franz Techet a v roce 1930 Jan Löb, který vlastnil také Velkostřelenský mlýn. V mlýně bylo mlynské kolo na vrchní vodu. Osada zanikla s vysídlením německého obyvatelstva z Československa v roce 1946 a následným vznikem vojenského výcvikového prostoru.
Vzhledem k tomu, že místo se nachází ve vojenském prostoru, je přístupné jen s povolením. Obvykle jedenkrát ročně může být místo a jeho okolí přístupné veřejnosti v rámci cyklo-turistické akce Bílý kámen.

## Další informace
Západně od Olejovického Mlýna se nachází Součinnostní střelnice Velká Střelná.
Dále, po proudu řeky Odry, se nachází zaniklá osada Bleiss.
Nedaleko, proti proudu řeky Odry se nachází zaniklý Velkostřelenský mlýn.

## Galerie

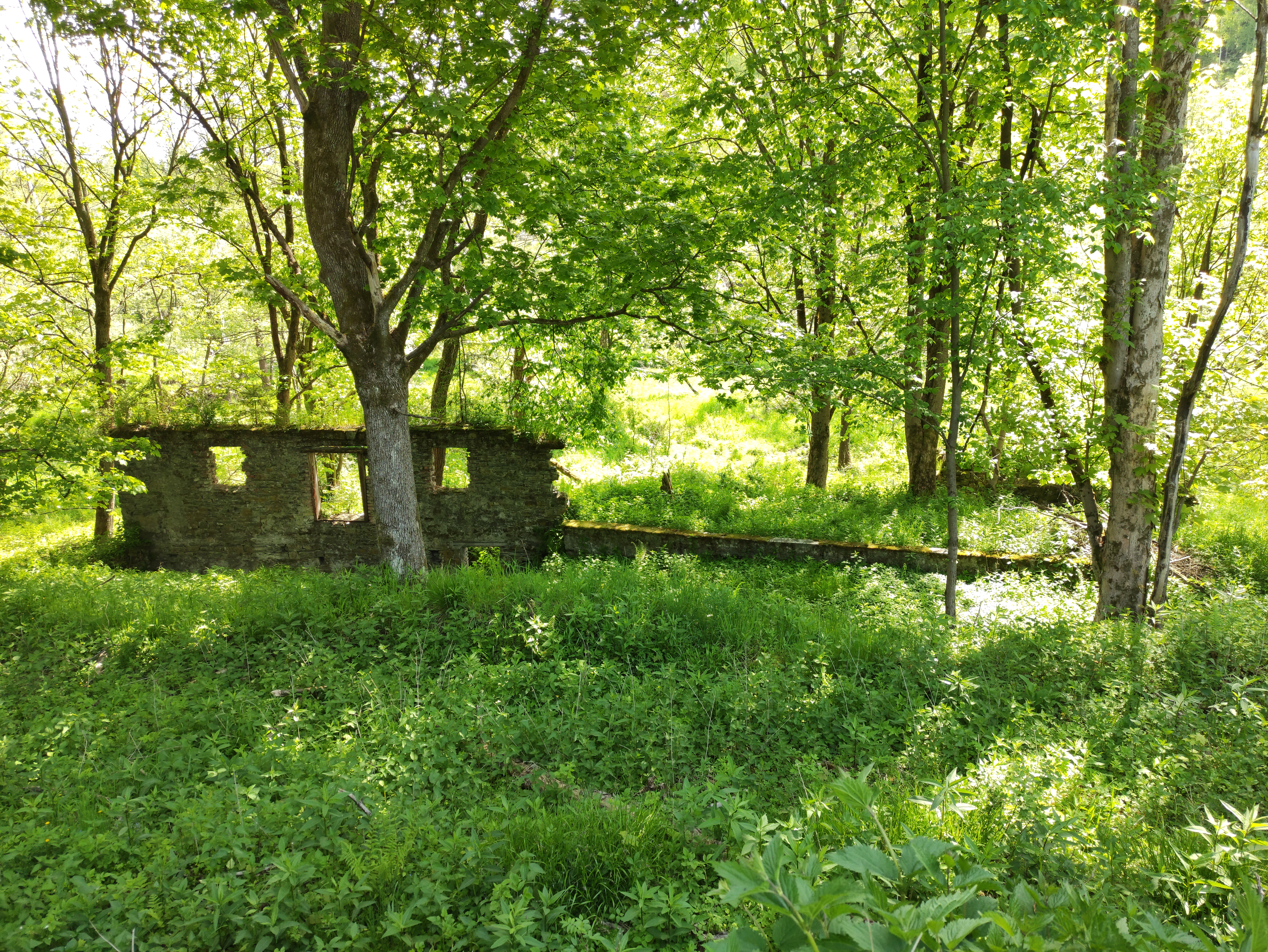
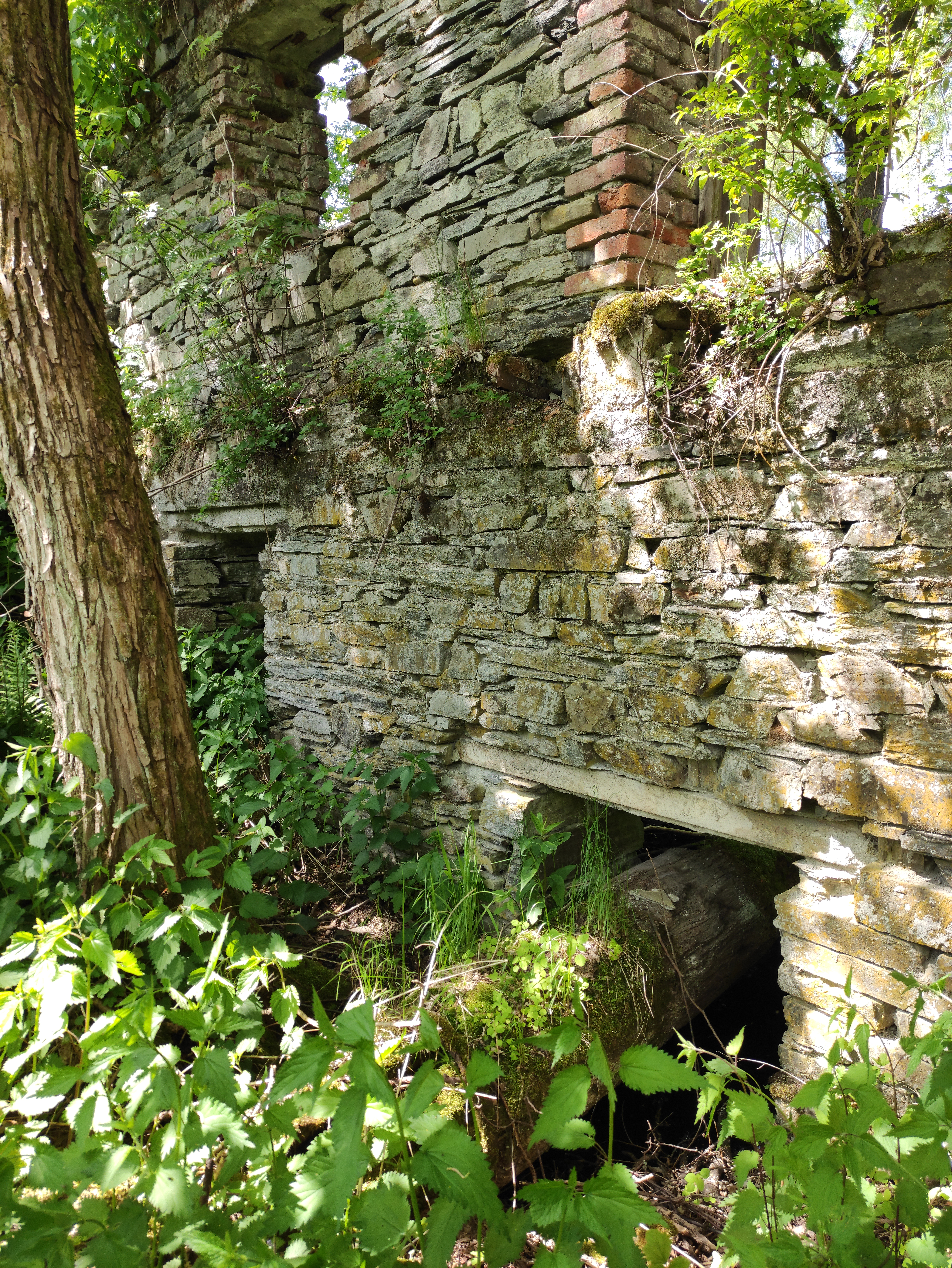